# 索斯·阿尔塔什·萨尔基相
索斯·阿爾塔什·薩爾基相（羅馬化：Sos Artashesi Sargsyan，1929年10月24日—2013年9月26日）是亞美尼亞演員、導演和編劇。

## 外部連結
- 索斯·阿尔塔什·萨尔基相在互联网电影资料库（IMDb）上的資料（英文）